# Castiglione Tinella
Castiglione Tinella (piemontiul: Castion Tinela) település Olaszországban, Piemont régióban, Cuneo megyében. Lakosainak száma 760 fő (2023. január 1.). Castiglione Tinella Calosso, Castagnole delle Lanze, Coazzolo, Costigliole d’Asti és Santo Stefano Belbo községekkel határos.

## Népesség
A település lakossága az elmúlt években az alábbi módon változott:
| Lakosok száma | 884  | 861  | 760  |
|               | 2017 | 2018 | 2023 |